# Sudebnik Ivana III.
Sudebnik Ivana III. (rusko Судебник Ивана III, latinizirano: Sudebnik Ivana III, dob. 'Zakonik Ivana III.') ali Sudebnik iz leta 1497 (Судебник 1497 года, Sudebnik 1497. goda, 'Zakonik iz leta 1497') je zbirka zakonov, ki jih je leta 1497 uvedel moskovski veliki knez Ivan III. Vasiljevič. Zakonik je imel pomembno vlogo pri centralizaciji ruske države, ustvarjanju vseruske zakonodaje in odpravi fevdalne razdrobljenosti. Sudebnik Ivana III. je kasneje pod Ivanom IV. Groznim nadomestil Sudebnik iz leta 1550.

## Vsebina
Sudebnik je nadomestil prejšnje pravne listine različnih ruskih kneževin kot zakonik, ki je veljal za celotno državo. Vzpostavil je red v sodnih postopkih in pravne norme, ki so bile enotno zavezujoče za vse dele države in so okrepile centralno oblast v Moskvi.
Sudebnik je izhajal iz prejšnjih zakonikov, vključno z Rusko pravdo, Pskovsko sodno listino, knežjimi odloki in običajnim pravom, katerih predpisi so bili posodobljeni glede na družbene in gospodarske spremembe. Sudebnik je bil na splošno zbirka pravnih postopkov. Vzpostavil je univerzalni sistem sodnih organov države, opredelil njihovo pristojnost in podrejenost ter uredil sodne pristojbine. Razširil je nabor dejanj, ki so se kazenskopravno kaznovala, na primer upor, bogokletje in obrekovanje. Prav tako je obnovil koncept različnih vrst kaznivih dejanj. Sudebnik je vzpostavil preiskovalno naravo sodnega postopka. Predpisoval je različne vrste kazni, kot sta smrtna kazen in bičanje. Da bi zaščitil fevdalno zemljiško lastništvo, je uvedel nekatere omejitve v zakonu o posestvih, podaljšal zastaralni rok za pravna dejanja v zvezi s knežjimi zemljišči in uvedel bičanje za kršitev meja knežjih, bojarskih in samostanskih zemljišč. Kršitev meja kmečkih zemljišč se je kaznovala samo z globo. Uvedel je tudi pristojbino (rusko пожилое, požiloje) za kmete, ki so želeli zapustiti svojega fevdalnega gospoda. Edini dan v letu, ko je lahko kmet zapustil svojega zemljiškega gospoda, je bil Jurijev dan (rusko (Юрьев день, Jurjev den, 26. november).